# Marne-Rijnkanaal
Het Marne-Rijnkanaal (Frans: Canal de la Marne au Rhin) is een kanaal in het noordoosten van Frankrijk. Het is een verbinding tussen het Canal latéral à la Marne bij de plaats Vitry-le-François, de Moezel bij Toul en de Rijn en de noordelijke arm van het Canal du Rhône au Rhin bij Straatsburg.
Het kanaal bestaat uit een westelijke en oostelijke arm die tussen Toul en Neuves-Maisons met elkaar verbonden zijn door de gekanaliseerde Moezel en vanaf daar tot Laneuveville-devant-Nancy door het Canal de jonction de Nancy waar de oostelijke arm richting Straatsburg begint. Bij Gondrexange sluit het Canal des houillères de la Sarre aan op het kanaal.
Al in 1780 werden de eerste werken verricht maar het complete ontwerp voor het hele kanaal kwam in 1826 van de Franse waterbouwkundig ingenieur Barnabé Brisson. Met het werk werd in 1838 aangevangen. Het kanaal is 313 kilometer lang en werd voor het scheepvaartverkeer geopend in 1853. Het is geschikt voor schepen van maximaal 38,5 meter lang en 5 meter breed (CEMT-klasse I). In het traject zijn 154 sluizen opgenomen. Er zijn vier tunnels waarvan de Mauvages-tunnel met een lengte van vijf kilometer de langste is. Bij Arzviller ligt een hellend vlak. Dit kwam in 1969 gereed en maakte 17 sluizen overbodig.